# Volta al País Basc 1927
La Volta al País Basc 1927 és la 4a edició de la Volta al País Basc. La cursa es disputà en quatre etapes, entre el 10 i el 14 d'agost de 1927, per a un total de 747 km.
En aquesta edició es van inscriure un total de 44 ciclistes, dels quals finalment en van prendre part 39 i l'acabaren 28 d'ells. El vencedor final fou el francès Victor Fontan, que s'imposà a André Leducq i Lucien Buysse.

## Etapes
| Etapa    | Data       | Recorregut               | Km  | Vencedor de l'Etapa | Líder de la general |
| -------- | ---------- | ------------------------ | --- | ------------------- | ------------------- |
| 1a etapa | 10 d'agost | Bilbao-Vitòria           | 174 | André Leducq (FRA)  | André Leducq (FRA)  |
| 2a etapa | 11 d'agost | Vitòria-Pamplona         | 135 | André Leducq (FRA)  | André Leducq (FRA)  |
| 3a etapa | 12 d'agost | Pamplona-Sant Sebastià   | 267 | Victor Fontan (FRA) | Victor Fontan (FRA) |
| 4a etapa | 14 d'agost | Sant Sebastià-Las Arenas | 171 | Lucien Buysse (BEL) | Victor Fontan (FRA) |

## Classificació general
|    | Ciclista                | Equip           | Temps       |
| -- | ----------------------- | --------------- | ----------- |
| 1  | Victor Fontan (FRA)     |                 | 26h 33' 16" |
| 2  | André Leducq (FRA)      | Alcyon-Dunlop   | + 6' 24"    |
| 3  | Lucien Buysse (BEL)     | Automoto        | + 15' 27"   |
| 4  | Nicolas Frantz (LUX)    | Alcyon - Dunlop | + 24' 13"   |
| 5  | Adelin Benoit (BEL)     | Alcyon - Dunlop | + 24' 13"   |
| 6  | Georges Ronsse (BEL)    | Automoto        | + 25' 28"   |
| 7  | Ricardo Montero (ESP)   |                 | + 25' 48"   |
| 8  | Aimé Dossche (BEL)      | Christophe      | + 37' 03"   |
| 9  | Alfred Hamerlinck (BEL) | Automoto        | + 37' 49"   |
| 10 | Marià Cañardo (ESP)     |                 | + 43' 31"   |